# Angraecum corrugatum
Angraecum corrugatum là một loài thực vật có hoa trong họ Lan. Loài này được (Cordem.) Micheneau mô tả khoa học đầu tiên năm 2008.